# Territoriale indeling van Paraíba

Paraíba

De Braziliaanse deelstaat Paraíba is ingedeeld in 4 mesoregio's, 23 microregio's en 223 gemeenten.

Kaart van de mesoregio's van Paraíba
Agreste Paraibano (roze)
Borborema (groen)
Mata Paraibana (paars)
Sertão Paraibano (geel)

## Agreste Paraibano (mesoregio)
8 microregio's, 66 gemeenten

### Brejo Paraibano (microregio)
8 gemeenten:
Alagoa Grande -
Alagoa Nova -
Areia -
Bananeiras -
Borborema -
Matinhas -
Pilões -
Serraria

### Campina Grande (microregio)
8 gemeenten:
Boa Vista -
Campina Grande -
Fagundes -
Lagoa Seca -
Massaranduba -
Puxinanã -
Queimadas -
Serra Redonda

### Curimataú Ocidental (microregio)
11 gemeenten:
Algodão de Jandaíra -
Arara -
Barra de Santa Rosa -
Cuité -
Damião -
Nova Floresta -
Olivedos -
Pocinhos -
Remígio -
Soledade -
Sossêgo

### Curimataú Oriental (microregio)
7 gemeenten:
Araruna -
Cacimba de Dentro -
Casserengue -
Dona Inês -
Riachão -
Solânea -
Campo de Santana

### Esperança (microregio)
4 gemeenten:
Areial -
Esperança -
Montadas -
São Sebastião de Lagoa de Roça

### Guarabira (microregio)
14 gemeenten:
Alagoinha -
Araçagi -
Belém -
Caiçara -
Cuitegi -
Duas Estradas -
Guarabira -
Lagoa de Dentro -
Logradouro -
Mulungu -
Pilõezinhos -
Pirpirituba -
Serra da Raiz -
Sertãozinho

### Itabaiana (microregio)
9 gemeenten:
Caldas Brandão -
Gurinhém -
Ingá -
Itabaiana -
Itatuba -
Juarez Távora -
Mogeiro -
Riachão do Bacamarte -
Salgado de São Félix

### Umbuzeiro (microregio)
5 gemeenten:
Aroeiras -
Gado Bravo -
Natuba -
Santa Cecília -
Umbuzeiro

## Borborema (mesoregio)
4 microregio's, 44 gemeenten

### Cariri Ocidental (microregio)
17 gemeenten:
Amparo -
Assunção -
Camalaú -
Congo -
Coxixola -
Livramento -
Monteiro -
Ouro Velho -
Parari -
Prata -
São João do Tigre -
São José dos Cordeiros -
São Sebastião do Umbuzeiro -
Serra Branca -
Sumé -
Taperoá -
Zabelê

### Cariri Oriental (microregio)
12 gemeenten:
Alcantil -
Barra de Santana -
Barra de São Miguel -
Boqueirão -
Cabaceiras -
Caraúbas -
Caturité -
Gurjão -
Riacho de Santo Antônio -
Santo André -
São Domingos do Cariri -
São João do Cariri

### Seridó Ocidental (microregio)
6 gemeenten:
Junco do Seridó -
Salgadinho -
Santa Luzia -
São José do Sabugi -
São Mamede -
Várzea

### Seridó Oriental (microregio)
9 gemeenten:
Baraúna -
Cubati -
Frei Martinho -
Juazeirinho -
Nova Palmeira -
Pedra Lavrada -
Picuí -
Seridó -
Tenório

## Mata Paraibana (mesoregio)
4 microregio's, 30 gemeenten

### João Pessoa (microregio)
6 gemeenten:
Bayeux -
Cabedelo -
Conde -
João Pessoa -
Lucena -
Santa Rita

### Litoral Norte (microregio)
11 gemeenten:
Baía da Traição -
Capim -
Cuité de Mamanguape -
Curral de Cima -
Itapororoca -
Jacaraú -
Mamanguape -
Marcação -
Mataraca -
Pedro Régis -
Rio Tinto

### Litoral Sul (microregio)
4 gemeenten:
Alhandra -
Caaporã -
Pedras de Fogo -
Pitimbu

### Sapé (microregio)
9 gemeenten:
Cruz do Espírito Santo -
Juripiranga -
Mari -
Pilar -
Riachão do Poço -
São José dos Ramos -
São Miguel de Taipu -
Sapé -
Sobrado

## Sertão Paraibano (mesoregio)
7 microregio's, 83 gemeenten

### Cajazeiras (microregio)
15 gemeenten:
Bernardino Batista -
Bom Jesus -
Bonito de Santa Fé -
Cachoeira dos Índios -
Cajazeiras -
Carrapateira -
Monte Horebe -
Poço Dantas -
Poço de José de Moura -
Santa Helena -
Santarém -
São João do Rio do Peixe -
São José de Piranhas -
Triunfo -
Uiraúna

### Catolé do Rocha (microregio)
11 gemeenten:
Belém do Brejo do Cruz -
Bom Sucesso -
Brejo do Cruz -
Brejo dos Santos -
Catolé do Rocha -
Jericó -
Lagoa -
Mato Grosso -
Riacho dos Cavalos -
São Bento -
São José do Brejo do Cruz

### Itaporanga (microregio)
11 gemeenten:
Boa Ventura -
Conceição -
Curral Velho -
Diamante -
Ibiara -
Itaporanga -
Pedra Branca -
Santa Inês -
Santana de Mangueira -
São José de Caiana -
Serra Grande

### Patos (microregio)
9 gemeenten:
Areia de Baraúnas -
Cacimba de Areia -
Mãe d'Água -
Passagem -
Patos -
Quixaba -
Santa Teresinha -
São José de Espinharas -
São José do Bonfim

### Piancó (microregio)
9 gemeenten:
Aguiar -
Catingueira -
Coremas -
Emas -
Igaracy -
Nova Olinda -
Olho d'Água -
Piancó -
Santana dos Garrotes

### Serra do Teixeira (microregio)
12 gemeenten:
Água Branca -
Cacimbas -
Desterro -
Imaculada -
Juru -
Manaíra -
Maturéia -
Princesa Isabel -
São José de Princesa -
Tavares -
Teixeira

### Sousa (microregio)
16 gemeenten:
Aparecida -
Cajazeirinhas -
Condado -
Lastro -
Malta -
Marizópolis -
Nazarezinho -
Paulista -
Pombal -
Santa Cruz -
São Domingos -
São Francisco -
São José da Lagoa Tapada -
Sousa -
Vieirópolis -
Vista Serrana
Acre · Alagoas · Amapá · Amazonas · Bahia · Ceará · Espírito Santo · Federaal District · Goiás · Maranhão · Mato Grosso · Mato Grosso do Sul · Minas Gerais · Pará · Paraíba · Paraná · Pernambuco · Piauí · Rio de Janeiro · Rio Grande do Norte · Rio Grande do Sul · Rondônia · Roraima · Santa Catarina · São Paulo · Sergipe · Tocantins